# Чемпионат России по хоккею с шайбой среди женщин 1995/1996
Чемпионат России по хоккею с шайбой сезона 1995/1996 среди женских команд стал первым чемпионатом страны среди женщин. Проводился с 20 сентября 1995 года по 12 февраля 1996 года. В первенстве страны участвовало шесть команд. Чемпионат проходил по туровой системе — в три этапа, прошедших поочерёдно в Москве (20—25 сентября 1995 года), Екатеринбурге (5—10 декабря 1995 года) и Омске (7—12 февраля 1996 года) — на каждом этапе все команды провели по пять матчей (по одной игре с каждым из соперников).
Чемпионом России стал АО «Лужники» Москва, победивший во всех матчах чемпионата, серебряные медали завоевал ХК «Уралочка-Авто» Екатеринбург, а бронзовые медали завоевал ХК «Локомотив» Красноярск. Лучшим бомбардиром чемпионата стала Юлия Перова (АО «Лужники»).

## Турнирная таблица
| М | Команда                      | И  | В  | Н | П  | ЗШ  | ПШ  | О  |
| - | ---------------------------- | -- | -- | - | -- | --- | --- | -- |
|   | АО «Лужники» Москва          | 15 | 15 | 0 | 0  | 267 | 1   | 30 |
|   | «Уралочка-Авто» Екатеринбург | 15 | 11 | 1 | 3  | 118 | 28  | 23 |
|   | «Локомотив» Красноярск       | 15 | 8  | 2 | 5  | 59  | 47  | 18 |
| 4 | «Спартак-ЦФС МФП» Москва     | 15 | 6  | 1 | 8  | 83  | 52  | 13 |
| 5 | «Авангард» Омск              | 15 | 3  | 0 | 12 | 26  | 122 | 6  |
| 6 | «Кристаллочка» Саратов       | 15 | 0  | 0 | 15 | 2   | 305 | 0  |

Примечание: М — место, И — количество игр, В — выигрыши, Н — ничейный результат, П — поражения, ЗШ — забито шайб, ПШ — пропущено шайб, О — очки.